# Pfarrkirche Langholzfeld

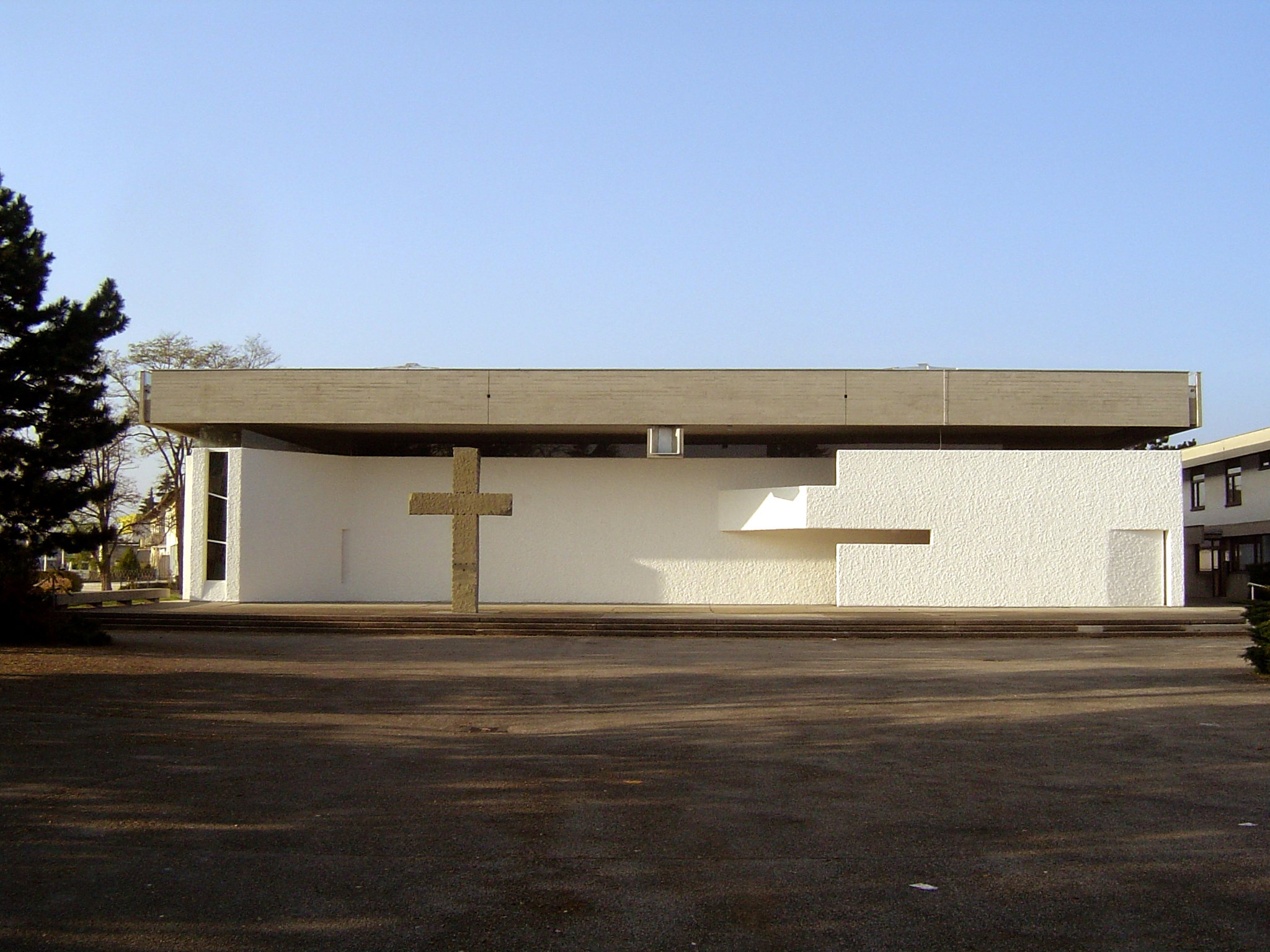
Pfarrkirche hl. Kreuz in Langholzfeld

Die Pfarrkirche Langholzfeld steht im Ort Langholzfeld in der Gemeinde Pasching in Oberösterreich. Die römisch-katholische Pfarrkirche Heiliges Kreuz gehört zum Dekanat Traun in der Diözese Linz. Die Kirche  steht unter Denkmalschutz.
Am westlichen Stadtrand von Linz haben viele Menschen nach dem Zweiten Weltkrieg eine neue Heimat gefunden. Viele von ihnen Heimatvertriebene Donauschwäbin oder Siebenbürger. 1963 wurde unter Pfarrer Herbert Kretschmer mit der Errichtung einer neuen Seelsorgsanlage für Langholzfeld und Wagram begonnen. 1967 weihte man die neue Pfarrkirche unter dem Titel „Heiliges Kreuz“. In der rasch wachsenden Pfarre wurde im Jahre 1970 ein neuer Pfarrcaritaskindergarten errichtet.
Nach der Pensionierung von Pfarrer Kretschmer im Jahre 1997 wurde Albert Scalet mit der Pfarrleitung betraut. Er war in der Zusammenarbeit mit verschiedenen Pfarrmoderatoren bis 2009 als Seelsorger tätig und bewohnte mit seiner Familie den Pfarrhof.
Seit Herbst 2009 leiten Herbert Unger als Pfarrassistent und Prälat Max Mittendorfer als Pfarrmoderator die Pfarre.

## Geschichte
Der Kirchenneubau wurde nach den Plänen des Architekten Ernst Hiesmayr errichtet und 1967 geweiht. Der Priester und Kunsthistoriker Günter Rombold war für die künstlerische Leitung verantwortlich. Der von Bildhauer Karl Prantl mit einer weichen bewegten Oberfläche gestaltete Altar fand anfangs nicht die Zustimmung des bischöflichen Ordinariats. Erst nachdem der Altar mit einer ebenen Platte abgedeckt wurde, erfolgte die Weihe durch den Bischof. Diese Abdeckplatte durfte 1995 entfernt werden.